# Skarptjärnarna, Ångermanland
Skarptjärnarna är en sjö i Härnösands kommun i Ångermanland och ingår i Indalsälvens huvudavrinningsområde.